# Popovec Kalnički
Popovec Kalnički falu Horvátországban Kapronca-Kőrös megyében. Közigazgatásilag Nagykemlékhez tartozik.

## Fekvése
Kőröstől 13 km-re északnyugatra, községközpontjától  4 km-re délnyugatra a Kemléki-hegység lejtőin fekszik.

## Története
1857-ben 70, 1910-ben 103 lakosa volt. A falu a trianoni békeszerződésig Belovár-Kőrös vármegye Körösi járásához tartozott. 2001-ben 107 lakosa volt.

## Külső hivatkozások
Nagykemlék község hivatalos oldala